# Dahmani
Dahmani (anticamente Abbah Quşūr, Abbah Qusur e anche Ebba Ksour) è una città della Tunisia
Ha circa 6 350 abitanti ed è situata nel governatorato di El Kef, a 625 m s.l.m. e a circa 225 km a sud-ovest di Tunisi (latitudine 35° 56' 41 N e longitudine 8° 49' 57 E).
Presso l'attuale villaggio di Medeïna, 9 km a sud-ovest, si trova il sito archeologico di Althiburos, un'antica  città numidica, in seguito  municipio romano.
Dal 1941 sede di una parrocchia del vescovato di Tunisia. Nel 1943 ospitò delle truppe statunitensi impegnate nei combattimenti del fronte africano durante la seconda guerra mondiale.